# Erik Juszezak
Erik Juszezak est un auteur de bande dessinée français, né le 13 janvier 1959 à Douala (Cameroun français).

## Biographie
En matière de bande dessinée, Erik Juszezak est autodidacte. Il passe son enfance en Afrique, élevé par sa mère ; il arrive en France en 1970. Ses études inachevées, il se rend à Paris en 1981 et y rencontre sa future compagne. Il commence sa carrière en réalisant des illustrations pour la collection des livres dont vous êtes le héros chez Hachette en 1986. Chez cet éditeur, il illustre également les romans Indiana Jones Jr et Les Conquérants de l'impossible.
En 1995, il collabore avec Patrick Cothias pour Beaux rivages, en deux volumes. En parallèle, il participe à l'album collectif Uderzo croqué par ses amis, paru en 1996.
Son premier album de bande dessinée, Les Crocs d’ébène (Glénat, 1988), est une histoire dont le lecteur est le héros. Elle est scénarisée par G.E. Ranne, avec qui il commence une nouvelle série aux éditions Vents d'Ouest : Les Héritiers (1990-1991). La série s’interrompt au bout de deux tomes. Avec Christian Godard (scénario), Juszezak dessine la série Oki, souvenirs d'une jeune fille au pair qui paraît à partir de 1998.
Erik Juszezak a aussi contribué aux dessins du livre des Nuls (Albin Michel).
En 2003, il s’essaie au scénario en écrivant Le Méridien des brumes, un récit dans la veine steampunk dessiné par Antonio Parras. Il reprend le dessin avec Narvalo, série en deux tomes (2005 et 2010) scénarisée par Yann. En parallèle, Juszezak dessine en 2005 L'avarice, cinquième volume de Pandora Box, sur un scénario d'Alcante. À partir de 2007, il collabore avec Philippe Guillaume et Pierre Boisserie pour mettre en image la série Dantès, thriller financier, qui connaît dix volumes jusqu'en 2016.
Avec d'autres auteurs, il participe à la série collective Empire USA : il dessine plusieurs planches du volume 3, paru en 2008.
En 2024, il publie Erectus d’après l’oeuvre de Xavier Müller.

## Publications

### Illustrations de roman
Ces livres sont parus dans la Bibliothèque verte.
- Philippe Ébly, Les Conquérants de l'impossible :
  - Celui qui revenait de loin, 1993 ;
  - Mission sans retour, 1996.
- William McCay, Indiana Jones Jr et les chevaliers fantômes, 1993.

### Albums de bande dessinée
- Les Crocs d’ébène, Glénat, 1988.
- Les Héritiers, scénario de G.E. Ranne, Éd. Vents d'Ouest :

1. Par delà les montagnes, 1990 ;
2. Dans les brumes du lac, 1991.

- Beaux Rivages, scénario de Patrick Cothias, Éd. Dargaud :

1. Évasion, 1995 ;
2. Les Chemins de Valparaiso, 1997.

- Oki, souvenirs d'une jeune fille au pair, scénario de Christian Godard, Éd. Glénat :

1. La Mort au bout du voyage, 1998 ;
2. Un mort de trop, 1999 ;
3. Prémonitions, 2000 ;
4. Un suicide indiscutable, 2001 ;
5. Le Fantôme du fond du parc, 2002 ;
6. La Peur au ventre, 2003.

- Le Méridien des brumes, scénario d’Erik Juszezak, dessin d’Antonio Parras, Éd. Dargaud :

1. Aubes pourpres, 2003[9] ;
2. Saba, 2007.

- Narvalo, scénario de Yann, Éd. Dargaud :

1. Mercenaires princiers, 2005 ;
2. Mysteriosa Banks, 2010.

- Pandora Box, scénario d’Alcante, Éd. Dupuis, collection « Empreinte(s) » :

1. L’Avarice, 2005.

- Dantès, scénario de Pierre Boisserie et Philippe Guillaume, Éd. Dargaud :

1. La Chute d’un trader, 2007 ;
2. Six années en enfer, 2008 ;
3. Le Visage de la vengeance, 2009 ;
4. Pour solde de tout compte, 2010 ;
5. Le Complot politique, 2011.

- Empire USA, scénario de Stephen Desberg, Éd. Dargaud :

1. Tome 3, 2008 ;
2. Saison 2 - Tome 5, 2011 ;

- Un pape dans l'histoire

1. Pie XII face au nazisme - 1/2, scénario de Théa Rojzman, Éd. Glénat, 2021 ;

- La Salette, scénario de Sophie Richer, Éditions du Signe, 2021 ;
- Erectus, Éd. Philéas, 2024.

#### Livres
- Patrick Gaumer, « Juszezak , Érik », dans Dictionnaire mondial de la BD, Paris, Larousse, 2010 (ISBN 9782035843319), p. 472.

#### Chroniques
- Didier Pasamonik, « « Le Méridien des Brumes » par Erik Juszezak et Antonio Parras - Dargaud », sur Actua BD, 11 mars 2004
- Nicolas Anspach, « Pandora Box - T5 : L’Avarice - Par Alcante & Juszezak - Dupuis », sur Actua BD, 21 octobre 2005
- Laurent Boileau, « Dantès - T1 : La Chute d’un trader - par Boisserie, Guillaume & Juszezak - Dargaud », sur Actua BD, 23 septembre 2007
- Laurent Boileau, « Dantès - T2 : Six années en enfer - Par Boisserie, Guillaume & Juszezak - Dargaud », sur Actua BD, 1er octobre 2008
- Laurent Boileau, « Dantès - T3 : Le Visage de la vengeance - Par Boisserie, Guillaume & Juszezak - Dargaud », sur Actua BD, 13 septembre 2009
- Henri Filippini, « Dantès, t. 1 : la bourse ou la vie », dBD, no 16,‎ septembre 2007, p. 19.

#### Interviews
- La rédaction, « « Ce métier est un cadeau quotidien ! » - Le dessinateur angevin Erik Juszezak est l'invité d'honneur ce week-end du 18e festival de BD de Montreuil-Bellay », Le Courrier de l'Ouest,‎ 19 mai 2017
- Laurent Beauvallet, « Érik Juszezak : « Le dessin est devenu mon refuge » », Ouest-France,‎ 17 mai 2017
- Laurent Beauvallet, « Un dessinateur angevin se cache derrière Dantès. Portrait », Ouest-France,‎ 25 octobre 2010